# ぜんご
ぜんごは、アジ類の側線の尾に近い部分にある、とげのような硬い鱗（稜鱗 りょうりん）のことである。ぜいごとも呼ばれる。

## 概要
ぜんごはアジ類の特徴の一つである。尾の近くに側線に沿って一列に並んでいる。ぜんごの枚数はアジの種類によって異なり、種類を判別する際にも用いられる。アジ類の料理をする際には、多くの場合ぜんごを取り外す工程が必要になる。ぜんごの働きはよく分かっておらず、後方から他の魚に襲われたときに身を守る役割があるという説や、外界の変化を正確に把握する感覚機能を担っているという説などがある。

## 各種アジのぜんごの数
アジの種類ごとにぜんごの枚数は異なる。主なアジについては以下のとおりである。
- アンダマンアジ - 21枚から27枚[5]。
- イトウオニヒラアジ - 30枚から40枚[6]。
- イトヒラアジ - 23枚から30枚[7]。
- インドカイワリ - 11枚から18枚[8]。
- ウマヅラアジ - 6枚から11枚[9]。
- オニヒラアジ - 31枚から39枚[5]。
- ギンガメアジ - 27枚から36枚[4]。
- クボアジ - 31枚から37枚[6]。
- クラカケヒラアジ属 - 6枚から16枚[10]。
- クロアジモドキ - 8枚から16枚[11]。
- クロヒラアジ - 26枚から31枚[5]。
- クロボシヒラアジ - 77枚から85枚[12]。
- コガネアジ - 20枚から30枚[5]。
- コガネシマアジ - 18枚から25枚[5]。
- タイワンヨロイアジ - 31枚から55枚[8]。
- テンジクアジ - 37枚から42枚[5]。
- ナンヨウカイワリ - 21枚から28枚[5]。
- ヒシカイワリ - 26枚から38枚[5]。
- ホシカイワリ - 26枚から31枚[5]。
- マアジ - 69枚から73枚[4]。
- マテアジ - 36枚から49枚[12]。
- マブタシマアジ - 48枚から69枚[13]。
- ミナミギンガメアジ - 53枚から54枚[5]。
- ミヤカミヒラアジ - 0枚から2枚[6]。
- ヨロイアジ - 11枚から24枚[14]。
- リュウキュウヨロイアジ - 21枚から27枚[5]。
- ロウニンアジ - 26枚から38枚[4]。